# Gilhac-et-Bruzac

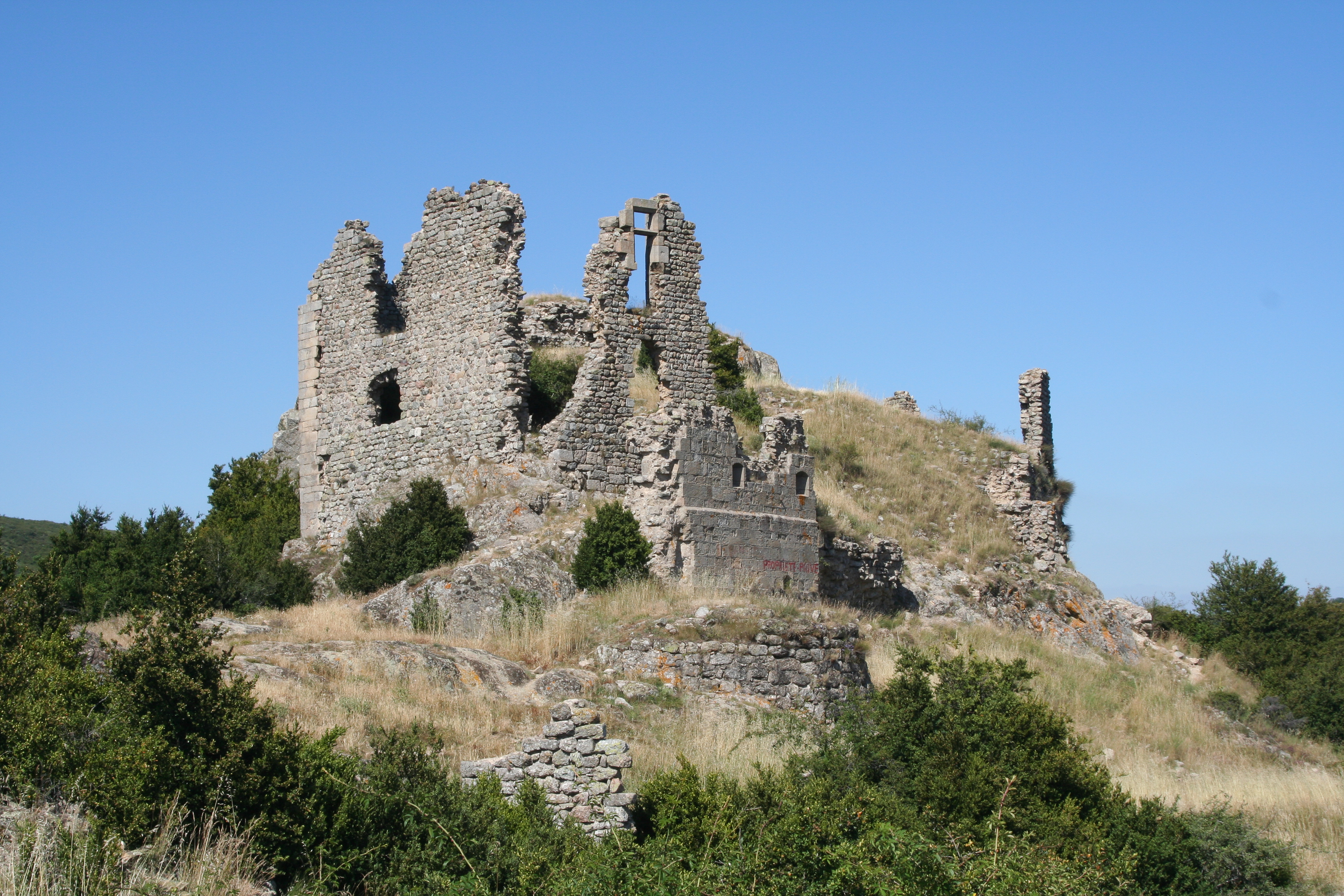
Ruiny Zamku Pierregourde (2007)

Gilhac-et-Bruzac – miejscowość i gmina we Francji, w regionie Owernia-Rodan-Alpy, w departamencie Ardèche.
Według danych na rok 1990 gminę zamieszkiwało 138 osób, a gęstość zaludnienia wynosiła 4 osoby/km² (wśród 2880 gmin regionu Rodan-Alpy Gilhac-et-Bruzac plasuje się na 1483. miejscu pod względem liczby ludności, natomiast pod względem powierzchni na miejscu 153.).